# The Half of It
The Half of It är en amerikansk romantisk komedifilm från 2020. Filmen är regisserad av Alice Wu. Wu har även svarat för filmens manus.
Filmens svenska premiär är planerad till den 1 maj 2020 på Netflix.

## Handling
Filmen handlar om den blyga plugghästen Ellie. Paul som är lite bortkommen behöver Ellies hjälp för att få en populär tjej på fall. Det hela blir dock rätt komplicerat när Ellie upptäcker att de är kära i samma tjej.

## Rollista (i urval)
- Leah Lewis - Ellie Chu
- Daniel Diemer - Paul Munsky
- Alexxis Lemire - Aster Flores
- Catherine Curtin - Colleen Munsky
- Collin Chou - Edwin Chu
- Enrique Murciano - Deacon Flores
- Wolfgang Novogratz - Trig Carson
- Becky Ann Baker - fru Geselschap
- Gabi Samels - Amber
- Megan Stier - Quaddie